# Sparkassen Cup (теніс) 2002
Sparkassen Cup (теніс) 2002 — жіночий тенісний турнір, що проходив на закритих кортах з твердим покриттям у Лейпцигу (Німеччина). Належав до турнірів 2-ї категорії в рамках Туру WTA 2002. Відбувсь утринадцяте і тривав з 23 до 29 вересня 2002 року. Перша сіяна Серена Вільямс здобула титул в одиночному розряді й отримала 93 тис. доларів США.

## Учасниці основної сітки в одиночному розряді

### Сіяні учасниці
| Країна                      | Гравчиня            | Рейтинг1 | Сіяна |
| --------------------------- | ------------------- | -------- | ----- |
| США                         | Серена Вільямс      | 1        | 1     |
| Союзна Республіка Югославія | Єлена Докич         | 4        | 2     |
| Бельгія                     | Жустін Енен         | 7        | 3     |
| Бельгія                     | Кім Клейстерс       | 8        | 4     |
| Словаччина                  | Даніела Гантухова   | 11       | 5     |
| Росія                       | Анастасія Мискіна   | 12       | 6     |
| Італія                      | Сільвія Фаріна-Елія | 14       | 7     |
| Болгарія                    | Магдалена Малеєва   | 17       | 8     |

- 1 Рейтинг подано станом на 16 вересня 2002.

### Інші учасниці
Нижче подано учасниць, що отримали вайлд-кард на вихід в основну сітку:
- Елке Клейстерс
- Мартіна Мюллер
- Барбара Ріттнер

Нижче наведено учасниць, що пробились в основну сітку через стадію кваліфікації в одиночному розряді:
- Анка Барна
- Івета Бенешова
- Деніса Хладкова
- Квета Гдрлічкова

## Учасниці основної сітки в парному розряді

### Сіяні пари
| Країна     | Гравчиня         | Країна                      | Гравчиня           | Рейтинг1 | Сіяна |
| ---------- | ---------------- | --------------------------- | ------------------ | -------- | ----- |
| Словаччина | Жанетта Гусарова | Аргентина                   | Паола Суарес       | 6        | 1     |
| Бельгія    | Кім Клейстерс    | Союзна Республіка Югославія | Єлена Докич        | 42       | 2     |
| Італія     | Ріта Гранде      | США                         | Меган Шонессі      | 62       | 3     |
| Словенія   | Тіна Кріжан      | Словенія                    | Катарина Среботнік | 64       | 4     |

- 1 Рейтинг подано станом на 16 вересня 2002.

### Інші учасниці
Нижче наведено пари, які отримали вайлдкард на участь в основній сітці:
- Анка Барна /  Ванесса Генке
- Александра Стівенсон /  Серена Вільямс

## Фінальна частина

### Одиночний розряд
- Серена Вільямс —  Анастасія Мискіна, 6–3, 6–2

### Парний розряд
- Александра Стівенсон /  Серена Вільямс —  Жанетта Гусарова /  Паола Суарес, 6–4, 6–4